# Mashan (köpinghuvudort i Kina, Zhejiang Sheng, lat 30,08, long 120,66)
Mashan är en köpinghuvudort i Kina. Den ligger i provinsen Zhejiang, i den östra delen av landet, omkring 51 kilometer öster om provinshuvudstaden Hangzhou. Antalet invånare är 72 317. Befolkningen består av 36 216 kvinnor och 36 101 män. Barn under 15 år utgör 14,0 %, vuxna 15-64 år 76 %, och äldre över 65 år 9,0 %.
Runt Mashan är det tätbefolkat, med 762 invånare per kvadratkilometer. Närmaste större samhälle är Shaoxing, 11,5 km sydväst om Mashan. Trakten runt Mashan består till största delen av jordbruksmark.
Genomsnittlig årsnederbörd är 1 912 millimeter. Den regnigaste månaden är juni, med i genomsnitt 316 mm nederbörd, och den torraste är november, med 74 mm nederbörd.